# Золотуха (заказник)
Золоту́ха — пагорб на лівому схилі долини річки Сули; геологічний заказник місцевого значення в Україні. Розташований у Роменському районі Сумської області, поблизу села Пустовійтівки, що на північний схід від міста Ромен. 

## Опис
Площа природоохоронної території — 16 га. Статус — з 1980 року. 
Висота пагорба 110—120 м (відносна висота — 40 м). Має асиметричну будову: північні, західні та південні схили — круті, східний — повільно переходить у рівнинне межиріччя. 
Походження Золотухи пов'язане з діапіризмом, роменським соляним куполом (діапіром). Над куполом залягають гіпсоносні глини та суглинки. Саме на цій горі 1937 року вперше в УРСР було відкрите родовище нафти. 
Являє собою рідкісне природне явище – вихід на земну поверхню соляного штока девонської солі з гіпсом і діабазами, добре виражений у рельєфі. Соляний купол утворився в зоні розлому земних порід у результаті видавлювання з глибини 5 км на поверхню пластичних порід. На глибині 87-95 м залягають поклади кам’яної солі, на глибині 265-350 м – рідка нафта і газ, на глибині 355-363 м – калійна сіль.
Пагорб вкритий степовою рослинністю.

## Галерея

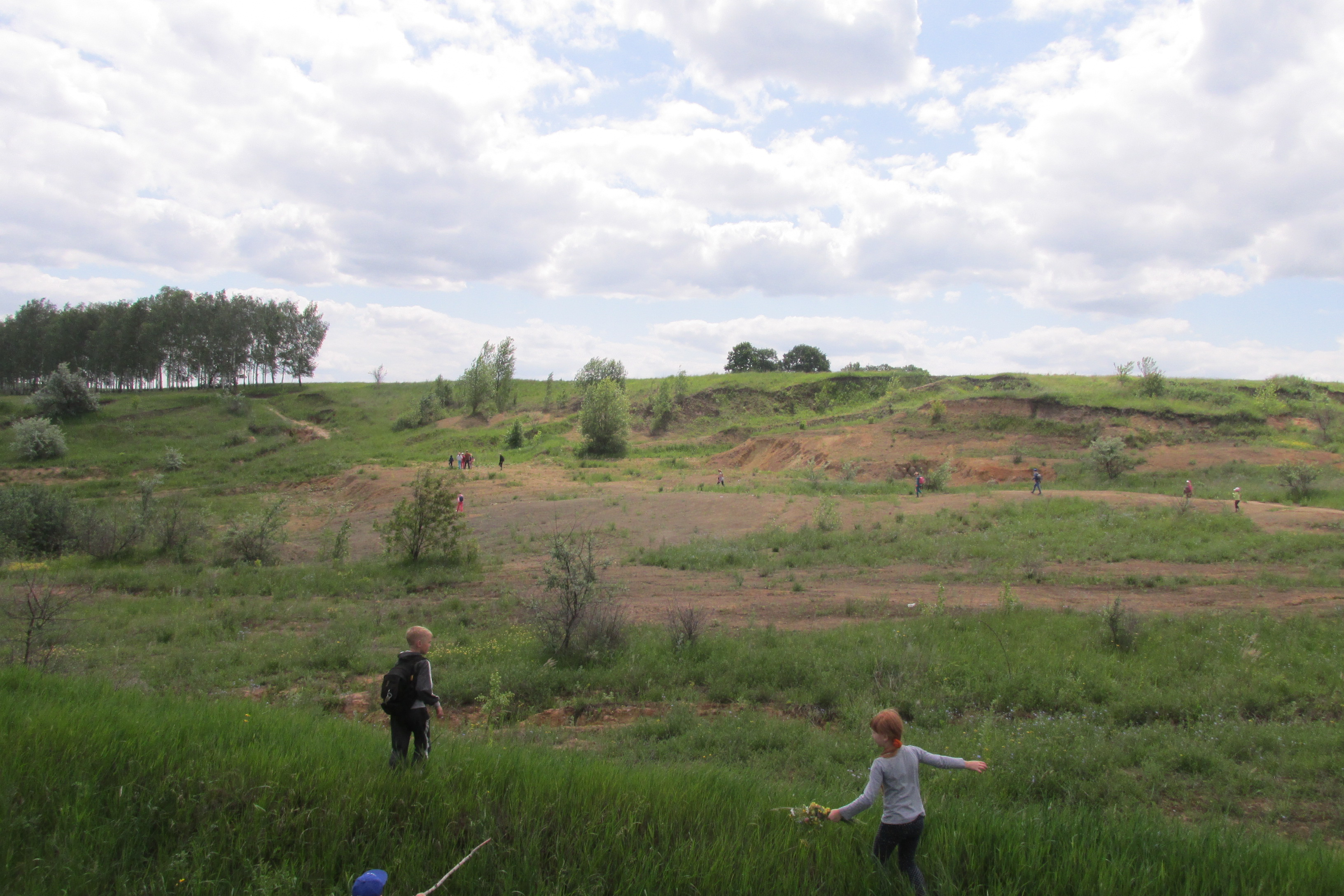
Вид на вершину гори Золотуха
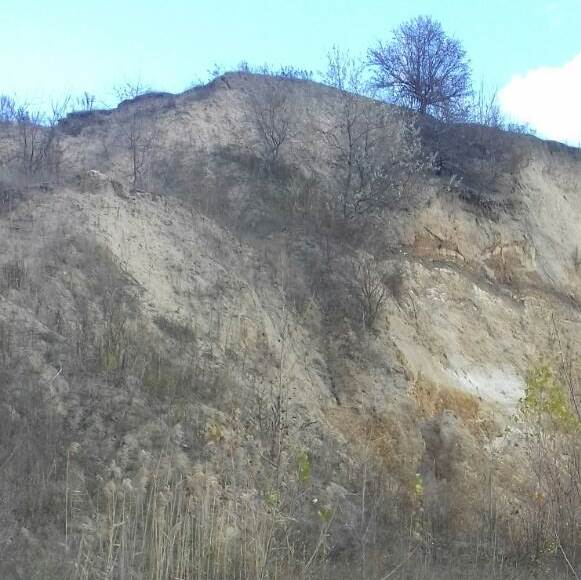
Геологічна пам'ятка Золотуха
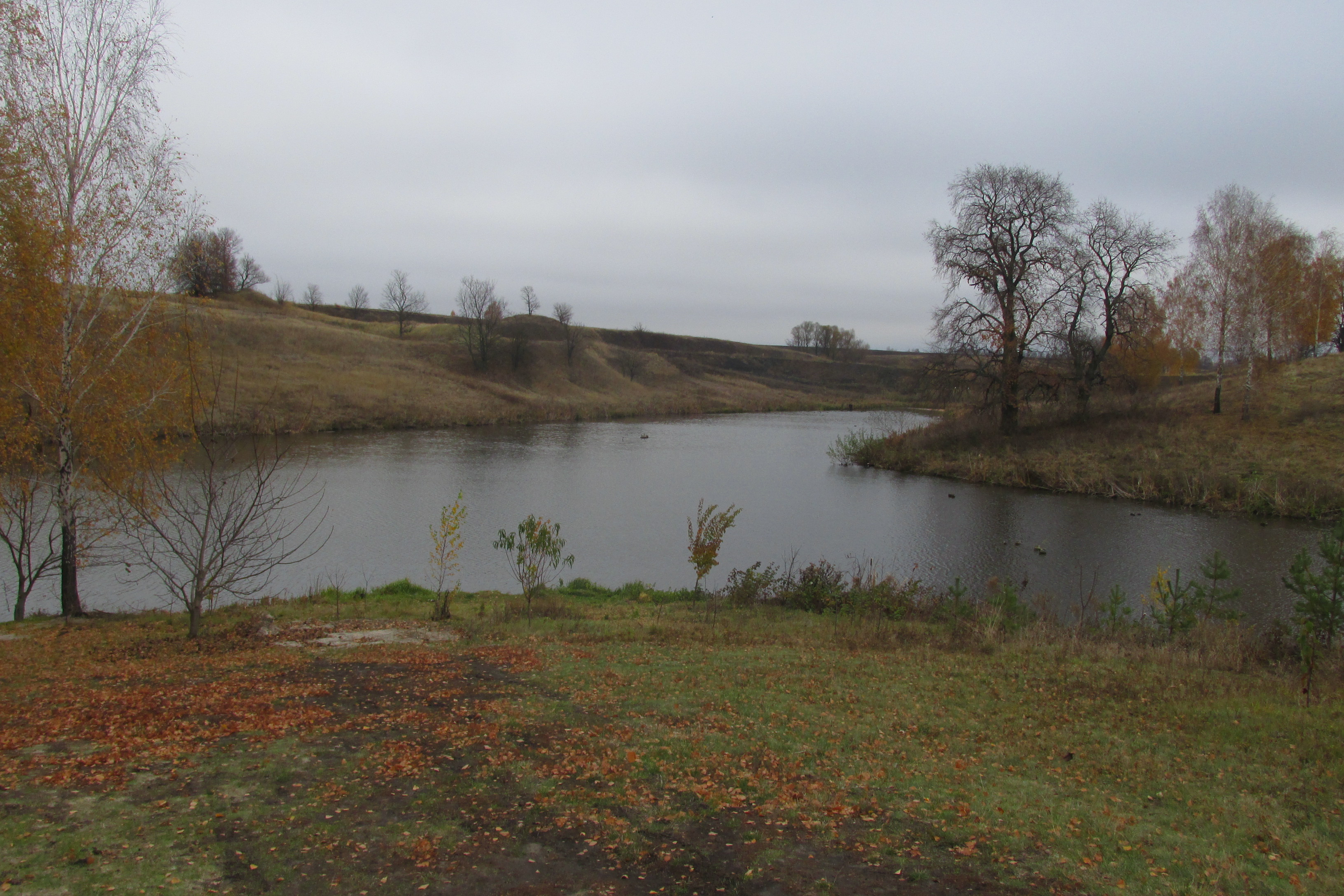
Ставок "Червона глина" за Золотухою